# Playa La Presa
La Playa La Presa, también conocida como Playa de El Molín, forma parte del Complejo de Cobijeru. Este Complejo, que se enmarca en las playas de la Costa Oriental de Asturias, también llamada Costa Verde Asturiana; comprende una extensión de 8,73 hectáreas, fue declarado por el Decreto 140/2001 Monumento Natural el 5 de diciembre de 2001 e incluido en el Paisaje Protegido de la Costa Oriental de Asturias.

## Descripción
Realmente se trata de una depresión que da lugar a una playa interior, que se asemeja más a una marisma que a una playa. La depresión se conoce como playa de El Molín, debido a que en ella se ubicaba un antiguo molino de marea. La playa se ha formado (como le ocurre a la cercana Playa de Cobijero) en una dolina próxima a la línea costera con unas galerías subterráneas que comunican el fondo de la dolina con el mar, hecho que explica la entrada de agua en la marea alta. Archivado el 1 de julio de 2010 en Wayback Machine.